# Andrew Albicy
Andrew Albicy (Sèvres, 21 marzo 1990) è un cestista francese.

## Carriera
Con la Francia ha disputato i Giochi olimpici di Tokyo 2020, due edizioni dei Campionati mondiali (2010, 2019) e i Campionati europei del 2011.

## Palmarès

### Squadra
- Coppa di Francia: 1

Paris-Levallois: 2012-13
- Match des Champions: 1

Paris-Levallois: 2013
- Liga catalana: 1

Andorra: 2018
- Eurocup: 1

Gran Canaria: 2022-23

### Nazionale
- Olimpiadi
 Tokyo 2020
- Mondiali: 1

 Cina 2019
- Europei: 2

 Lituania 2011
 Germania 2022
- Europei Under-20: 1
 Croazia 2010

### Individuale
- All-Eurocup First Team: 1

MoraBanc Andorra: 2018-19